# Anders Ekström
Anders Ekström (Gotemburgo, 16 de janeiro de 1981) é um velejador sueco, medalhista olímpico.

## Carreira
Anders Ekström representou seu país nos Jogos Olímpicos de 2004 e 2008, na qual conquistou a medalha de bronze na classe Star em 2008. 